# Cytharopsis butonensis
Cytharopsis butonensis é uma espécie de gastrópode do gênero Cytharopsis, pertencente à família Mangeliidae.